# کیت وودال
کیت وودال (انگلیسی: Keith Woodall; ۴ اوت ۱۹۲۶ – ۱۷ مهٔ ۱۹۸۱) بازیکن هاکی روی یخ اهل کانادا بود.